# Biboki Anleu
Biboki Anleu ist ein indonesischer Distrikt (Kecamatan) im Westen der Insel Timor.

## Geographie
| „Dorf“ (Desa) | Verwaltungssitz | Fläche    | Einwohner | Bevölkerungs- dichte |
| ------------- | --------------- | --------- | --------- | -------------------- |
| Sifaniha      | Sifaniha        | 26,00 km² | 984       | 37,85                |
| Motadik       | Motadik         | 27,50 km² | 2.075     | 75,45                |
| Nonotbatan    | Nonotbatan      | 22,00 km² | 1.378     | 62,64                |
| Tuamese       | Tuamese         | 14,00 km² | 1.213     | 86,64                |
| Maukabatan    | Maukabatan      | 4,00 km²  | 1.139     | 284,75               |
| Kotafoun      | Kotafoun        | 18,00 km² | 1.773     | 98,50                |
| Ponu          | Ponu            | 54,90 km² | 5.751     | 104,75               |
| Oemanu        | Oemanu          | 19,00 km² | 894       | 47,05                |
| Nifutnasi     | Naipeas         | 21,00 km² | 1.287     | 61,29                |

Der Distrikt befindet sich im Nordosten des Regierungsbezirks Nordzentraltimor (Timor Tengah Utara) der Provinz Ost-Nusa-Tenggara (Nusa Tenggara Timur), an der Nordküste Timors zur Sawusee. Im Westen liegt der Distrikt Biboki Moenleu und im Süden Biboki Feotleu. Im Osten grenzt Biboki Anleu an den Regierungsbezirk Belu mit seinen Distrikten Westtasifeto (Tasifeto Barat) und Kakuluk Mesak.
Biboki Anleu hat eine Fläche von 206,40 km² und teilt sich in die neun Desa Sifaniha, Motadik und Nonotbatan im Osten, Tuamese und Maukabatan im Norden und Kotafoun, Ponu, Oemanu und Nifutnasi im Südwesten. Der Verwaltungssitz befindet sich in Ponu.  Das Territorium liegt komplett in einer Meereshöhe von unter 500 m. Das Klima teilt sich, wie sonst auch auf Timor, in eine Regen- und eine Trockenzeit.

## Flora
Im Distrikt finden sich Vorkommen von Lontarpalmen, Bambus, Kokospalmen, Teak, Mahagoni und Lamtoro.

## Einwohner
2017 lebten in Biboki Anleu 16.494 Einwohner. 8.374 waren Männer, 8.120 Frauen. Die Bevölkerungsdichte lag bei 79,91 Personen pro Quadratkilometer. 14.944 Personen bekannten sich zum katholischen Glauben, 1.515 waren Protestanten und 35 Personen muslimischen Glaubens. Im Distrikt gab es elf katholische und sieben protestantische Kirchen.

## Wirtschaft, Infrastruktur und Verkehr
Die meisten Einwohner des Distrikts leben von der Landwirtschaft. Als Haustiere werden Rinder (13.089), Pferde (23), Büffel (318), Schweine (8.314), Ziegen (8.289) und Hühner (18.543) gehalten. Auf 1.560 Hektar wird Mais angebaut, auf 2.259 Hektar Reis, auf 57 Hektar Maniok, auf acht Hektar Süßkartoffeln, auf acht Hektar Erdnüsse und auf fünf Hektar grüne Bohnen.
In Biboki Anleu gibt es 15 Grundschulen, sechs Mittelschulen und drei weiterführende Schulen. Zur medizinischen Versorgung stehen ein kommunales Gesundheitszentrum (Puskesmas), drei medizinische Versorgungszentren (Puskesmas Pembantu) und acht Hebammenzentren (Polindes) zur Verfügung.
22,6 Kilometer Straßen sind asphaltiert. Mit Kies sind 47,43 Kilometer Straßen bedeckt. Einfache Lehmpisten im Distrikt haben eine Länge von zehn Kilometer. Der öffentliche Verkehr wird betrieben durch vier Kleinbusse, 20 Pick Ups, 28 Lastwagen, drei Busse und 226 Motorrädern.